# Renanthera monachica
Espèce
Statut CITES
Renanthera monachica est une espèce de plantes à fleurs de la famille des Orchidaceae (les orchidées) et du genre Renanthera originaire des Philippines.